# Alysha Burnett
Alysha Burnett (Wahroonga, 4 gennaio 1997) è un'altista e multiplista australiana.

## Biografia
Nata nel Nuovo Galles del Sud, Burnett si è dedicata allo sport sin dal 2010 dedicandosi alle prove multiple. Ha debuttato tra i seniores nel 2017 alle Universiadi, vincendo una medaglia d'argento alle spalle dell'austriaca Verena Preiner.
Focalizzatasi nel 2019 maggiormente nel salto in alto, ha vinto una medaglia d'argento ai Campionati oceaniani di quell'anno e partecipato ai Mondiali in Qatar.

## Palmarès
| Anno | Manifestazione          | Sede       | Evento        | Risultato | Prestazione | Note |
| ---- | ----------------------- | ---------- | ------------- | --------- | ----------- | ---- |
| 2013 | Mondiali U18            | Donec'k    | Eptathlon     | 5ª        | 5505 p.     |      |
| 2016 | Mondiali U20            | Bydgoszcz  | Eptathlon     | 15ª       | 5416 p.     |      |
| 2017 | Universiadi             | Taipei     | Eptathlon     | Argento   | 5835 p.     |      |
| 2018 | Giochi del Commonwealth | Gold Coast | Eptathlon     | 9ª        | 5628 p.     |      |
| 2019 | Campionati oceaniani    | Townsville | Salto in alto | Argento   | 1,86 m      |      |
| 2019 | Universiadi             | Napoli     | Salto in alto | 4ª        | 1,88 m      |      |
| 2019 | Mondiali                | Doha       | Salto in alto | 29ª (q)   | 1,70 m      |      |
| 2022 | Campionati oceaniani    | Mackay     | Eptathlon     | Bronzo    | 4521 p.     |      |